# Biporus mycorhynchus
Biporus mycorhynchus är en djurart som tillhör fylumet skedmaskar, och som beskrevs av Murina, V.V. och D.V. Popkov 2000. Biporus mycorhynchus ingår i släktet Biporus och familjen Bonelliidae.
Artens utbredningsområde är Norra Ishavet. Inga underarter finns listade i Catalogue of Life.